# Élections municipales de 2014 dans la Haute-Saône
Les élections municipales se sont déroulées les 23 et 30 mars 2014 dans la Haute-Saône. À l'issue de ces élections, le rapport de force politique dans les communes de plus de mille habitants restent quasiment inchangé, avec 19 communes la droite progresse légèrement et s'empare de Rioz, ville dont le président socialiste du conseil général Yves Krattinger fut maire. Malgré un contexte national défavorable, la gauche résiste en remportant 21 communes. 

## Maires sortants et maires élus
Le scrutin est marqué par une grande stabilité politique. La gauche perd Fougerolles et les autres maires du département sont reconduits pour un nouveau mandat.
| Commune                | Population | Maire sortant        | Parti | Parti | Maire élu            | Parti | Parti |
| ---------------------- | ---------- | -------------------- | ----- | ----- | -------------------- | ----- | ----- |
| Arc-lès-Gray           | 2 572      | Serge Toulot         |       | PS    | Serge Toulot         |       | PS    |
| Champagney             | 3 803      | Gérard Poivey        |       | PRG   | Gérard Poivey        |       | PRG   |
| Échenoz-la-Méline      | 3 097      | Yves Martin          |       | DVG   | Serge Vieille        |       | DVG   |
| Fougerolles            | 3 759      | Claude Petitjean     |       | DVG   | Benoit Miege         |       | UMP   |
| Gray                   | 5 876      | Michel Alliot        |       | UMP   | Christophe Laurençot |       | UMP   |
| Héricourt              | 10 239     | Jean-Michel Villaumé |       | PS    | Fernand Burkhalter   |       | PS    |
| Lure                   | 8 406      | Éric Houlley         |       | PS    | Éric Houlley         |       | PS    |
| Luxeuil-les-Bains      | 7 126      | Michel Raison        |       | UMP   | Michel Raison        |       | UMP   |
| Noidans-lès-Vesoul     | 2 059      | Jean-Pierre Wadoux   |       | DVG   | Jean-Pierre Wadoux   |       | DVG   |
| Port-sur-Saône         | 3 002      | Jean-Paul Mariot     |       | PS    | Jean-Paul Mariot     |       | PS    |
| Ronchamp               | 2 938      | Jean-Claude Mille    |       | DVG   | Jean-Claude Mille    |       | DVG   |
| Saint-Loup-sur-Semouse | 3 353      | Thierry Bordot       |       | PS    | Thierry Bordot       |       | PS    |
| Saint-Sauveur          | 2 083      | Christiane Bey       |       | DVG   | Christiane Bey       |       | DVG   |
| Vaivre-et-Montoille    | 2 267      | Pierre Lortet        |       | DVD   | Pierre Lortet        |       | DVD   |
| Vesoul                 | 15 623     | Alain Chrétien       |       | UMP   | Alain Chrétien       |       | UMP   |

### Résultats en nombre de maires
| Partis       | Partis                            | Maires sortants | Maires élus | Évolution     |
| ------------ | --------------------------------- | --------------- | ----------- | ------------- |
|              | Parti socialiste                  | 5               | 5           | en stagnation |
|              | Divers gauche                     | 5               | 4           | 1             |
|              | Parti radical de gauche           | 1               | 1           | en stagnation |
| Total gauche | Total gauche                      | 11              | 10          | 1             |
|              | Divers droite                     | 1               | 1           | en stagnation |
|              | Union pour un mouvement populaire | 3               | 4           | 1             |
| Total droite | Total droite                      | 4               | 5           | 1             |
| Total        | Total                             | 15              | 15          | -             |

## Résultats dans les communes de plus de1 000 habitants

### Aillevillers-et-Lyaumont
- Maire sortant : Michèle Lepaul (UMP)
- 19 sièges à pourvoir au conseil municipal (population légale 2011 : 1 682 habitants)
- 4 sièges à pourvoir au conseil communautaire (CC de la Haute Comté)

|                          | Jean-Claude Tramesel | PS             | 513   | 61,43  | 16 | 3 |  |  |
|                          | Michèle Lepaul *     | UMP            | 322   | 38,56  | 3  | 1 |  |  |
|                          |                      |                |       |        |    |   |  |  |
| Inscrits                 | Inscrits             | Inscrits       | 1 303 | 100,00 |    |   |  |  |
| Abstentions              | Abstentions          | Abstentions    | 389   | 29,85  |    |   |  |  |
| Votants                  | Votants              | Votants        | 914   | 70,15  |    |   |  |  |
| Blancs et nuls           | Blancs et nuls       | Blancs et nuls | 79    | 8,64   |    |   |  |  |
| Exprimés                 | Exprimés             | Exprimés       | 835   | 91,36  |    |   |  |  |
| * Liste du maire sortant |                      |                |       |        |    |   |  |  |

### Arc-lès-Gray
- Maire sortant : Serge Toulot (PS)
- 23 sièges à pourvoir au conseil municipal (population légale 2011 : 2 572 habitants)
- 4 sièges à pourvoir au conseil communautaire (CC Val de Gray)

|                          | Serge Toulot *  | PS             | 768   | 58,13  | 18 | 3 |  |  |
|                          | Vincent Humbert | DVD            | 553   | 41,86  | 5  | 1 |  |  |
|                          |                 |                |       |        |    |   |  |  |
| Inscrits                 | Inscrits        | Inscrits       | 1 929 | 100,00 |    |   |  |  |
| Abstentions              | Abstentions     | Abstentions    | 555   | 28,77  |    |   |  |  |
| Votants                  | Votants         | Votants        | 1 374 | 71,23  |    |   |  |  |
| Blancs et nuls           | Blancs et nuls  | Blancs et nuls | 53    | 3,86   |    |   |  |  |
| Exprimés                 | Exprimés        | Exprimés       | 1 321 | 96,14  |    |   |  |  |
| * Liste du maire sortant |                 |                |       |        |    |   |  |  |

### Châlonvillars
- Maire sortant : Jean-Claude Kubler (DVD)
- 15 sièges à pourvoir au conseil municipal (population légale 2011 : 1 249 habitants)
- 4 sièges à pourvoir au conseil communautaire (CC du pays d'Héricourt)

|                          | Jean-Claude Kubler * | DVD            | 510   | 100,00 | 15 | 4 |  |  |
|                          |                      |                |       |        |    |   |  |  |
| Inscrits                 | Inscrits             | Inscrits       | 1 006 | 100,00 |    |   |  |  |
| Abstentions              | Abstentions          | Abstentions    | 397   | 39,46  |    |   |  |  |
| Votants                  | Votants              | Votants        | 609   | 60,54  |    |   |  |  |
| Blancs et nuls           | Blancs et nuls       | Blancs et nuls | 99    | 16,26  |    |   |  |  |
| Exprimés                 | Exprimés             | Exprimés       | 510   | 83,74  |    |   |  |  |
| * Liste du maire sortant |                      |                |       |        |    |   |  |  |

### Champagney
- Maire sortant : Gérard Poivey (PRG)
- 27 sièges à pourvoir au conseil municipal (population légale 2011 : 3 803 habitants)
- 7 sièges à pourvoir au conseil communautaire (CC Rahin et Chérimont)

|                          | Gérard Poivey * | PRG            | 905   | 50,16  | 21 | 6 |  |  |
|                          | Daniel Charmy   | DIV            | 490   | 27,16  | 3  | 1 |  |  |
|                          | Alain Ipponich  | DVD            | 409   | 22,67  | 3  |   |  |  |
|                          |                 |                |       |        |    |   |  |  |
| Inscrits                 | Inscrits        | Inscrits       | 2 830 | 100,00 |    |   |  |  |
| Abstentions              | Abstentions     | Abstentions    | 903   | 31,91  |    |   |  |  |
| Votants                  | Votants         | Votants        | 1 927 | 68,09  |    |   |  |  |
| Blancs et nuls           | Blancs et nuls  | Blancs et nuls | 123   | 6,38   |    |   |  |  |
| Exprimés                 | Exprimés        | Exprimés       | 1 804 | 93,62  |    |   |  |  |
| * Liste du maire sortant |                 |                |       |        |    |   |  |  |

### Champlitte
- Maire sortant : Gilles Teuscher (UMP)
- 19 sièges à pourvoir au conseil municipal (population légale 2011 : 1 796 habitants)
- 8 sièges à pourvoir au conseil communautaire (CC des Quatre Rivières)

|                          | Gilles Teuscher * | UMP            | 562   | 100,00 | 19 | 8 |  |  |
|                          |                   |                |       |        |    |   |  |  |
| Inscrits                 | Inscrits          | Inscrits       | 1 458 | 100,00 |    |   |  |  |
| Abstentions              | Abstentions       | Abstentions    | 539   | 36,97  |    |   |  |  |
| Votants                  | Votants           | Votants        | 919   | 63,03  |    |   |  |  |
| Blancs et nuls           | Blancs et nuls    | Blancs et nuls | 357   | 38,85  |    |   |  |  |
| Exprimés                 | Exprimés          | Exprimés       | 562   | 61,15  |    |   |  |  |
| * Liste du maire sortant |                   |                |       |        |    |   |  |  |

### Corbenay
- Maire sortant : Georges Bardot (DVG)
- 15 sièges à pourvoir au conseil municipal (population légale 2011 : 1 328 habitants)
- 4 sièges à pourvoir au conseil communautaire (CC de la Haute Comté)

|                          | Georges Bardot * | DVG            | 509   | 68,59  | 13 | 4 |  |  |
|                          | Gabriel Hamann   | DVD            | 233   | 31,40  | 2  |   |  |  |
|                          |                  |                |       |        |    |   |  |  |
| Inscrits                 | Inscrits         | Inscrits       | 1 023 | 100,00 |    |   |  |  |
| Abstentions              | Abstentions      | Abstentions    | 247   | 24,14  |    |   |  |  |
| Votants                  | Votants          | Votants        | 776   | 75,86  |    |   |  |  |
| Blancs et nuls           | Blancs et nuls   | Blancs et nuls | 34    | 4,38   |    |   |  |  |
| Exprimés                 | Exprimés         | Exprimés       | 742   | 95,62  |    |   |  |  |
| * Liste du maire sortant |                  |                |       |        |    |   |  |  |

### Dampierre-sur-Salon
- Maire sortant : Jean-Pierre Maupin (UMP)
- 15 sièges à pourvoir au conseil municipal (population légale 2011 : 1 314 habitants)
- 6 sièges à pourvoir au conseil communautaire (CC des Quatre Rivières)

|                          | Jean-Pierre Maupin * | UMP            | 334 | 50,45  | 12 | 5 |  |  |
|                          | Jean-Pierre Louvot   | DVD            | 328 | 49,54  | 3  | 1 |  |  |
|                          |                      |                |     |        |    |   |  |  |
| Inscrits                 | Inscrits             | Inscrits       | 859 | 100,00 |    |   |  |  |
| Abstentions              | Abstentions          | Abstentions    | 158 | 18,39  |    |   |  |  |
| Votants                  | Votants              | Votants        | 701 | 81,61  |    |   |  |  |
| Blancs et nuls           | Blancs et nuls       | Blancs et nuls | 39  | 5,56   |    |   |  |  |
| Exprimés                 | Exprimés             | Exprimés       | 662 | 94,44  |    |   |  |  |
| * Liste du maire sortant |                      |                |     |        |    |   |  |  |

### Échenoz-la-Méline
- Maire sortant : Yves Martin (DVG)
- 23 sièges à pourvoir au conseil municipal (population légale 2011 : 3 097 habitants)
- 4 sièges à pourvoir au conseil communautaire (CA de Vesoul)

A l'issue du premier tour, les listes de Serge Vieille et de Jean-Marc Baudot ont fusionné. Au second tour, cette liste d'union « L'Union pour Echenoz » a obtenu 53,67 % des suffrages, soit 18 sièges sur 23 au Conseil Municipal et 3 sièges sur 4 au Conseil Communautaire.
| Tête de liste  | Tête de liste    | Liste          | Premier tour | Premier tour | Second tour | Second tour | Sièges | Sièges |
| Tête de liste  | Tête de liste    | Liste          | Voix         | %            | Voix        | %           | CM     | CC     |
| -------------- | ---------------- | -------------- | ------------ | ------------ | ----------- | ----------- | ------ | ------ |
|                | Olivier Catrin   | DVG            | 583          | 39,52        | 686         | 46,32       | 5      | 1      |
|                | Serge Vieille    | DVG            | 448          | 30,37        | 795         | 53,67       | 18     | 3      |
|                | Jean-Marc Baudot | DVD            | 444          | 30,10        |             |             |        |        |
|                |                  |                |              |              |             |             |        |        |
| Inscrits       | Inscrits         | Inscrits       | 2 377        | 100,00       | 2 377       | 100,00      |        |        |
| Abstentions    | Abstentions      | Abstentions    | 832          | 35,00        | 837         | 35,21       |        |        |
| Votants        | Votants          | Votants        | 1 545        | 65,00        | 1 540       | 64,79       |        |        |
| Blancs et nuls | Blancs et nuls   | Blancs et nuls | 70           | 4,53         | 59          | 3,83        |        |        |
| Exprimés       | Exprimés         | Exprimés       | 1 475        | 95,47        | 1 481       | 96,17       |        |        |

### Fontaine-lès-Luxeuil
- Maire sortant : Marie-Odile Hagemann (UMP)
- 15 sièges à pourvoir au conseil municipal (population légale 2011 : 1 442 habitants)
- 4 sièges à pourvoir au conseil communautaire (CC de la Haute Comté)

|                          | Marie-Odile Hagemann * | UMP            | 521   | 100,00 | 15 | 4 |  |  |
|                          |                        |                |       |        |    |   |  |  |
| Inscrits                 | Inscrits               | Inscrits       | 1 149 | 100,00 |    |   |  |  |
| Abstentions              | Abstentions            | Abstentions    | 402   | 34,99  |    |   |  |  |
| Votants                  | Votants                | Votants        | 747   | 65,01  |    |   |  |  |
| Blancs et nuls           | Blancs et nuls         | Blancs et nuls | 226   | 30,25  |    |   |  |  |
| Exprimés                 | Exprimés               | Exprimés       | 521   | 69,75  |    |   |  |  |
| * Liste du maire sortant |                        |                |       |        |    |   |  |  |

### Fougerolles
- Maire sortant : Claude Petitjean (DVG)
- 27 sièges à pourvoir au conseil municipal (population légale 2011 : 3 759 habitants)
- 6 sièges à pourvoir au conseil communautaire (CC de la Haute Comté)

|                          | Benoit Miege       | UMP            | 1 148 | 61,72  | 22 | 5 |  |  |
|                          | Claude Petitjean * | DVG            | 712   | 38,27  | 5  | 1 |  |  |
|                          |                    |                |       |        |    |   |  |  |
| Inscrits                 | Inscrits           | Inscrits       | 2 891 | 100,00 |    |   |  |  |
| Abstentions              | Abstentions        | Abstentions    | 820   | 28,36  |    |   |  |  |
| Votants                  | Votants            | Votants        | 2 071 | 71,64  |    |   |  |  |
| Blancs et nuls           | Blancs et nuls     | Blancs et nuls | 211   | 10,19  |    |   |  |  |
| Exprimés                 | Exprimés           | Exprimés       | 1 860 | 89,81  |    |   |  |  |
| * Liste du maire sortant |                    |                |       |        |    |   |  |  |

### Frahier-et-Chatebier
- Maire sortant : René Grosjean (PS)
- 15 sièges à pourvoir au conseil municipal (population légale 2011 : 1 258 habitants)
- 3 sièges à pourvoir au conseil communautaire (CC Rahin et Chérimont)

|                          | René Grosjean * | PS             | 594   | 100,00 | 15 | 3 |  |  |
|                          |                 |                |       |        |    |   |  |  |
| Inscrits                 | Inscrits        | Inscrits       | 1 117 | 100,00 |    |   |  |  |
| Abstentions              | Abstentions     | Abstentions    | 416   | 37,24  |    |   |  |  |
| Votants                  | Votants         | Votants        | 701   | 62,76  |    |   |  |  |
| Blancs et nuls           | Blancs et nuls  | Blancs et nuls | 107   | 15,26  |    |   |  |  |
| Exprimés                 | Exprimés        | Exprimés       | 594   | 84,74  |    |   |  |  |
| * Liste du maire sortant |                 |                |       |        |    |   |  |  |

### Froideconche
- Maire sortant : Henri Passard (DVG)
- 19 sièges à pourvoir au conseil municipal (population légale 2011 : 1 988 habitants)
- 4 sièges à pourvoir au conseil communautaire (CC du Pays de Luxeuil)

|                | Éric Petitjean | DVG            | 663   | 56,71  | 15 | 3 |  |  |
|                | Josy Baudin    | DVG            | 506   | 43,28  | 4  | 1 |  |  |
|                |                |                |       |        |    |   |  |  |
| Inscrits       | Inscrits       | Inscrits       | 1 785 | 100,00 |    |   |  |  |
| Abstentions    | Abstentions    | Abstentions    | 535   | 29,97  |    |   |  |  |
| Votants        | Votants        | Votants        | 1 250 | 70,03  |    |   |  |  |
| Blancs et nuls | Blancs et nuls | Blancs et nuls | 81    | 6,48   |    |   |  |  |
| Exprimés       | Exprimés       | Exprimés       | 1 169 | 93,52  |    |   |  |  |

### Frotey-lès-Vesoul
- Maire sortant : Jean-Marie Schiber (UMP)
- 15 sièges à pourvoir au conseil municipal (population légale 2011 : 1 378 habitants)
- 1 sièges à pourvoir au conseil communautaire (CA de Vesoul)

|                          | Jean-Marie Schiber *  | UMP            | 391   | 53,34  | 12 | 1 |  |  |
|                          | Christian Clemencelle | DVD            | 232   | 31,65  | 2  |   |  |  |
|                          | Jean-Paul Creusot     | DIV            | 110   | 15,00  | 1  |   |  |  |
|                          |                       |                |       |        |    |   |  |  |
| Inscrits                 | Inscrits              | Inscrits       | 1 100 | 100,00 |    |   |  |  |
| Abstentions              | Abstentions           | Abstentions    | 331   | 30,09  |    |   |  |  |
| Votants                  | Votants               | Votants        | 769   | 69,91  |    |   |  |  |
| Blancs et nuls           | Blancs et nuls        | Blancs et nuls | 36    | 4,68   |    |   |  |  |
| Exprimés                 | Exprimés              | Exprimés       | 733   | 95,32  |    |   |  |  |
| * Liste du maire sortant |                       |                |       |        |    |   |  |  |

### Gray
- Maire sortant : Michel Alliot (UMP)
- 29 sièges à pourvoir au conseil municipal (population légale 2011 : 5 876 habitants)
- 10 sièges à pourvoir au conseil communautaire (CC Val de Gray)

| Tête de liste  | Tête de liste          | Liste          | Premier tour | Premier tour | Second tour | Second tour | Sièges | Sièges |
| Tête de liste  | Tête de liste          | Liste          | Voix         | %            | Voix        | %           | CM     | CC     |
| -------------- | ---------------------- | -------------- | ------------ | ------------ | ----------- | ----------- | ------ | ------ |
|                | Christophe Laurençot   | UMP            | 1 018        | 45,89        | 1 277       | 57,60       | 23     | 8      |
|                | Claudy Chauvelot Duban | PS             | 768          | 34,62        | 940         | 42,39       | 6      | 2      |
|                | Patrice Debray         | DVD            | 432          | 19,47        |             |             |        |        |
|                |                        |                |              |              |             |             |        |        |
| Inscrits       | Inscrits               | Inscrits       | 3 587        | 100,00       | 3 587       | 100,00      |        |        |
| Abstentions    | Abstentions            | Abstentions    | 1 286        | 35,85        | 1 282       | 35,74       |        |        |
| Votants        | Votants                | Votants        | 2 301        | 64,15        | 2 305       | 64,26       |        |        |
| Blancs et nuls | Blancs et nuls         | Blancs et nuls | 83           | 3,61         | 88          | 3,82        |        |        |
| Exprimés       | Exprimés               | Exprimés       | 2 218        | 96,39        | 2 217       | 96,18       |        |        |

### Gy
- Maire sortant : Christelle Rousselle (DVD)
- 15 sièges à pourvoir au conseil municipal (population légale 2011 : 1 053 habitants)
- 7 sièges à pourvoir au conseil communautaire (CC des Monts de Gy)

|                | Christelle Clement  | UMP            | 297 | 56,25  | 12 | 6 |  |  |
|                | Christiane Charolle | DVD            | 231 | 43,75  | 3  | 1 |  |  |
|                |                     |                |     |        |    |   |  |  |
| Inscrits       | Inscrits            | Inscrits       | 708 | 100,00 |    |   |  |  |
| Abstentions    | Abstentions         | Abstentions    | 145 | 20,48  |    |   |  |  |
| Votants        | Votants             | Votants        | 563 | 79,52  |    |   |  |  |
| Blancs et nuls | Blancs et nuls      | Blancs et nuls | 35  | 6,22   |    |   |  |  |
| Exprimés       | Exprimés            | Exprimés       | 528 | 93,78  |    |   |  |  |

### Héricourt
- Maire sortant : Jean-Michel Villaumé (PS)
- 33 sièges à pourvoir au conseil municipal (population légale 2011 : 10 239 habitants)
- 15 sièges à pourvoir au conseil communautaire (CC du pays d'Héricourt)

| Tête de liste  | Tête de liste      | Liste          | Premier tour | Premier tour | Second tour | Second tour | Sièges | Sièges |
| Tête de liste  | Tête de liste      | Liste          | Voix         | %            | Voix        | %           | CM     | CC     |
| -------------- | ------------------ | -------------- | ------------ | ------------ | ----------- | ----------- | ------ | ------ |
|                | Fernand Burkhalter | PS             | 1 740        | 40,68        | 1 896       | 41,87       | 24     | 11     |
|                | Gilles Lazar       | PCF            | 1 293        | 30,23        | 1 404       | 31,00       | 5      | 2      |
|                | Didier Tribout     | UMP            | 1 244        | 29,08        | 1 228       | 27,12       | 4      | 2      |
|                |                    |                |              |              |             |             |        |        |
| Inscrits       | Inscrits           | Inscrits       | 7 213        | 100,00       | 7 211       | 100,00      |        |        |
| Abstentions    | Abstentions        | Abstentions    | 2 678        | 37,13        | 2 461       | 34,13       |        |        |
| Votants        | Votants            | Votants        | 4 535        | 62,87        | 4 750       | 65,87       |        |        |
| Blancs et nuls | Blancs et nuls     | Blancs et nuls | 258          | 5,69         | 222         | 4,67        |        |        |
| Exprimés       | Exprimés           | Exprimés       | 4 277        | 94,31        | 4 528       | 95,33       |        |        |

### Jussey
- Maire sortant : Frédéric Buisson (DVD)
- 19 sièges à pourvoir au conseil municipal (population légale 2011 : 1 753 habitants)
- 11 sièges à pourvoir au conseil communautaire (CC des Hauts du Val de Saône)

|                          | Olivier Rietmann   | UMP            | 495   | 55,55  | 15 | 9 |  |  |
|                          | Frédéric Buisson * | DVD            | 396   | 44,44  | 4  | 2 |  |  |
|                          |                    |                |       |        |    |   |  |  |
| Inscrits                 | Inscrits           | Inscrits       | 1 196 | 100,00 |    |   |  |  |
| Abstentions              | Abstentions        | Abstentions    | 243   | 20,32  |    |   |  |  |
| Votants                  | Votants            | Votants        | 953   | 79,68  |    |   |  |  |
| Blancs et nuls           | Blancs et nuls     | Blancs et nuls | 62    | 6,51   |    |   |  |  |
| Exprimés                 | Exprimés           | Exprimés       | 891   | 93,49  |    |   |  |  |
| * Liste du maire sortant |                    |                |       |        |    |   |  |  |

### Lure
- Maire sortant : Éric Houlley (PS)
- 29 sièges à pourvoir au conseil municipal (population légale 2011 : 8 406 habitants)
- 12 sièges à pourvoir au conseil communautaire (CC du pays de Lure)

|                          | Éric Houlley *   | PS             | 1 715 | 57,49  | 23 | 10 |  |  |
|                          | Christophe Goret | UDI            | 1 268 | 42,50  | 6  | 2  |  |  |
|                          |                  |                |       |        |    |    |  |  |
| Inscrits                 | Inscrits         | Inscrits       | 5 107 | 100,00 |    |    |  |  |
| Abstentions              | Abstentions      | Abstentions    | 1 936 | 37,91  |    |    |  |  |
| Votants                  | Votants          | Votants        | 3 171 | 62,09  |    |    |  |  |
| Blancs et nuls           | Blancs et nuls   | Blancs et nuls | 188   | 5,93   |    |    |  |  |
| Exprimés                 | Exprimés         | Exprimés       | 2 983 | 94,07  |    |    |  |  |
| * Liste du maire sortant |                  |                |       |        |    |    |  |  |

### Luxeuil-les-Bains
- Maire sortant : Michel Raison (UMP)
- 29 sièges à pourvoir au conseil municipal (population légale 2011 : 7 126 habitants)
- 15 sièges à pourvoir au conseil communautaire (CC du Pays de Luxeuil)

|                          | Michel Raison * | UMP            | 1 987 | 70,73  | 25 | 13 |  |  |
|                          | Gilles Franc    | PS             | 822   | 29,26  | 4  | 2  |  |  |
|                          |                 |                |       |        |    |    |  |  |
| Inscrits                 | Inscrits        | Inscrits       | 4 569 | 100,00 |    |    |  |  |
| Abstentions              | Abstentions     | Abstentions    | 1 518 | 33,22  |    |    |  |  |
| Votants                  | Votants         | Votants        | 3 051 | 66,78  |    |    |  |  |
| Blancs et nuls           | Blancs et nuls  | Blancs et nuls | 242   | 7,93   |    |    |  |  |
| Exprimés                 | Exprimés        | Exprimés       | 2 809 | 92,07  |    |    |  |  |
| * Liste du maire sortant |                 |                |       |        |    |    |  |  |

### Magny-Vernois
- Maire sortant : Guy Dechambenoît (DVG)
- 15 sièges à pourvoir au conseil municipal (population légale 2011 : 1 337 habitants)
- 2 sièges à pourvoir au conseil communautaire (CC du pays de Lure)

|                          | Guy Dechambenoît * | DVG            | 594 | 100,00 | 15 | 2 |  |  |
|                          |                    |                |     |        |    |   |  |  |
| Inscrits                 | Inscrits           | Inscrits       | 996 | 100,00 |    |   |  |  |
| Abstentions              | Abstentions        | Abstentions    | 273 | 27,41  |    |   |  |  |
| Votants                  | Votants            | Votants        | 723 | 72,59  |    |   |  |  |
| Blancs et nuls           | Blancs et nuls     | Blancs et nuls | 129 | 17,84  |    |   |  |  |
| Exprimés                 | Exprimés           | Exprimés       | 594 | 82,16  |    |   |  |  |
| * Liste du maire sortant |                    |                |     |        |    |   |  |  |

### Marnay
- Maire sortant : Vincent Ballot (DVD)
- 15 sièges à pourvoir au conseil municipal (population légale 2011 : 1 386 habitants)
- 6 sièges à pourvoir au conseil communautaire (CC du val marnaysien)

|                          | Vincent Ballot * | DVD            | 436   | 58,28  | 12 | 5 |  |  |
|                          | Michaël Rietmann | DVG            | 312   | 41,71  | 3  | 1 |  |  |
|                          |                  |                |       |        |    |   |  |  |
| Inscrits                 | Inscrits         | Inscrits       | 1 064 | 100,00 |    |   |  |  |
| Abstentions              | Abstentions      | Abstentions    | 277   | 26,03  |    |   |  |  |
| Votants                  | Votants          | Votants        | 787   | 73,97  |    |   |  |  |
| Blancs et nuls           | Blancs et nuls   | Blancs et nuls | 39    | 4,96   |    |   |  |  |
| Exprimés                 | Exprimés         | Exprimés       | 748   | 95,04  |    |   |  |  |
| * Liste du maire sortant |                  |                |       |        |    |   |  |  |

### Mélisey
- Maire sortant : Régis Pinot (PS)
- 19 sièges à pourvoir au conseil municipal (population légale 2011 : 1 669 habitants)
- 7 sièges à pourvoir au conseil communautaire (CC des mille étangs)

|                          | Régis Pinot *  | PS             | 931   | 100,00 | 19 | 7 |  |  |
|                          |                |                |       |        |    |   |  |  |
| Inscrits                 | Inscrits       | Inscrits       | 1 534 | 100,00 |    |   |  |  |
| Abstentions              | Abstentions    | Abstentions    | 436   | 28,42  |    |   |  |  |
| Votants                  | Votants        | Votants        | 1 098 | 71,58  |    |   |  |  |
| Blancs et nuls           | Blancs et nuls | Blancs et nuls | 167   | 15,21  |    |   |  |  |
| Exprimés                 | Exprimés       | Exprimés       | 931   | 84,79  |    |   |  |  |
| * Liste du maire sortant |                |                |       |        |    |   |  |  |

### Navenne
- Maire sortant : Alain Boudot (DVG)
- 19 sièges à pourvoir au conseil municipal (population légale 2011 : 1 740 habitants)
- 2 sièges à pourvoir au conseil communautaire (CA de Vesoul)

|                          | Alain Boudot * | DVG            | 728   | 100,00 | 19 | 2 |  |  |
|                          |                |                |       |        |    |   |  |  |
| Inscrits                 | Inscrits       | Inscrits       | 1 288 | 100,00 |    |   |  |  |
| Abstentions              | Abstentions    | Abstentions    | 460   | 35,71  |    |   |  |  |
| Votants                  | Votants        | Votants        | 828   | 64,29  |    |   |  |  |
| Blancs et nuls           | Blancs et nuls | Blancs et nuls | 100   | 12,08  |    |   |  |  |
| Exprimés                 | Exprimés       | Exprimés       | 728   | 87,92  |    |   |  |  |
| * Liste du maire sortant |                |                |       |        |    |   |  |  |

### Noidans-lès-Vesoul
- Maire sortant : Jean-Pierre Wadoux (DVG)
- 19 sièges à pourvoir au conseil municipal (population légale 2011 : 2 059 habitants)
- 3 sièges à pourvoir au conseil communautaire (CA de Vesoul)

|                          | Jean-Pierre Wadoux * | DVG            | 579   | 57,78  | 15 | 2 |  |  |
|                          | Samuel Chanez        | DIV            | 423   | 42,21  | 4  | 1 |  |  |
|                          |                      |                |       |        |    |   |  |  |
| Inscrits                 | Inscrits             | Inscrits       | 1 540 | 100,00 |    |   |  |  |
| Abstentions              | Abstentions          | Abstentions    | 460   | 29,87  |    |   |  |  |
| Votants                  | Votants              | Votants        | 1 080 | 70,13  |    |   |  |  |
| Blancs et nuls           | Blancs et nuls       | Blancs et nuls | 78    | 7,22   |    |   |  |  |
| Exprimés                 | Exprimés             | Exprimés       | 1 002 | 92,78  |    |   |  |  |
| * Liste du maire sortant |                      |                |       |        |    |   |  |  |

### Pesmes
- Maire sortant : Jean-Claude Gay (MoDem)
- 15 sièges à pourvoir au conseil municipal (population légale 2011 : 1 114 habitants)
- 7 sièges à pourvoir au conseil communautaire (CC Val de Gray)

|                | Frédéric Henning    | UMP            | 394 | 64,90  | 13 | 6 |  |  |
|                | Jean-Pierre Couriol | DVG            | 213 | 35,09  | 2  | 1 |  |  |
|                |                     |                |     |        |    |   |  |  |
| Inscrits       | Inscrits            | Inscrits       | 799 | 100,00 |    |   |  |  |
| Abstentions    | Abstentions         | Abstentions    | 159 | 19,90  |    |   |  |  |
| Votants        | Votants             | Votants        | 640 | 80,10  |    |   |  |  |
| Blancs et nuls | Blancs et nuls      | Blancs et nuls | 33  | 5,16   |    |   |  |  |
| Exprimés       | Exprimés            | Exprimés       | 607 | 94,84  |    |   |  |  |

### Plancher-Bas
- Maire sortant : Roland Germain (DVG)
- 19 sièges à pourvoir au conseil municipal (population légale 2011 : 1 951 habitants)
- 4 sièges à pourvoir au conseil communautaire (CC Rahin et Chérimont)

|                          | Luc Sengler      | DVD            | 614   | 54,62  | 15 | 3 |  |  |
|                          | Roland Germain * | DVG            | 510   | 45,37  | 4  | 1 |  |  |
|                          |                  |                |       |        |    |   |  |  |
| Inscrits                 | Inscrits         | Inscrits       | 1 621 | 100,00 |    |   |  |  |
| Abstentions              | Abstentions      | Abstentions    | 459   | 28,32  |    |   |  |  |
| Votants                  | Votants          | Votants        | 1 162 | 71,68  |    |   |  |  |
| Blancs et nuls           | Blancs et nuls   | Blancs et nuls | 38    | 3,27   |    |   |  |  |
| Exprimés                 | Exprimés         | Exprimés       | 1 124 | 96,73  |    |   |  |  |
| * Liste du maire sortant |                  |                |       |        |    |   |  |  |

### Plancher-les-Mines
- Maire sortant : Michel Galmiche (DVD)
- 15 sièges à pourvoir au conseil municipal (population légale 2011 : 1 065 habitants)
- 3 sièges à pourvoir au conseil communautaire (CC Rahin et Chérimont)

|                          | Michel Galmiche * | DVD            | 381 | 100,00 | 15 | 3 |  |  |
|                          |                   |                |     |        |    |   |  |  |
| Inscrits                 | Inscrits          | Inscrits       | 756 | 100,00 |    |   |  |  |
| Abstentions              | Abstentions       | Abstentions    | 286 | 37,83  |    |   |  |  |
| Votants                  | Votants           | Votants        | 470 | 62,17  |    |   |  |  |
| Blancs et nuls           | Blancs et nuls    | Blancs et nuls | 89  | 18,94  |    |   |  |  |
| Exprimés                 | Exprimés          | Exprimés       | 381 | 81,06  |    |   |  |  |
| * Liste du maire sortant |                   |                |     |        |    |   |  |  |

### Port-sur-Saône
- Maire sortant : Jean-Paul Mariot (PS)
- 23 sièges à pourvoir au conseil municipal (population légale 2011 : 3 002 habitants)
- 11 sièges à pourvoir au conseil communautaire (CC Terres de Saône)

|                          | Jean-Paul Mariot * | PS             | 874   | 52,42  | 18 | 9 |  |  |
|                          | Michelle Jaby      | DIV            | 545   | 32,69  | 4  | 2 |  |  |
|                          | Dominique Mamet    | DIV            | 248   | 14,87  | 1  |   |  |  |
|                          |                    |                |       |        |    |   |  |  |
| Inscrits                 | Inscrits           | Inscrits       | 2 316 | 100,00 |    |   |  |  |
| Abstentions              | Abstentions        | Abstentions    | 600   | 25,91  |    |   |  |  |
| Votants                  | Votants            | Votants        | 1 716 | 74,09  |    |   |  |  |
| Blancs et nuls           | Blancs et nuls     | Blancs et nuls | 49    | 2,86   |    |   |  |  |
| Exprimés                 | Exprimés           | Exprimés       | 1 667 | 97,14  |    |   |  |  |
| * Liste du maire sortant |                    |                |       |        |    |   |  |  |

### Pusey
- Maire sortant : René Regaudie (UMP)
- 19 sièges à pourvoir au conseil municipal (population légale 2011 : 1 541 habitants)
- 2 sièges à pourvoir au conseil communautaire (CA de Vesoul)

|                          | René Regaudie * | UMP            | 580   | 100,00 | 19 | 2 |  |  |
|                          |                 |                |       |        |    |   |  |  |
| Inscrits                 | Inscrits        | Inscrits       | 1 033 | 100,00 |    |   |  |  |
| Abstentions              | Abstentions     | Abstentions    | 319   | 30,88  |    |   |  |  |
| Votants                  | Votants         | Votants        | 714   | 69,12  |    |   |  |  |
| Blancs et nuls           | Blancs et nuls  | Blancs et nuls | 134   | 18,77  |    |   |  |  |
| Exprimés                 | Exprimés        | Exprimés       | 580   | 81,23  |    |   |  |  |
| * Liste du maire sortant |                 |                |       |        |    |   |  |  |

### Quincey
- Maire sortant : François Baptizet (DVD)
- 15 sièges à pourvoir au conseil municipal (population légale 2011 : 1 315 habitants)
- 1 sièges à pourvoir au conseil communautaire (CA de Vesoul)

|                          | François Baptizet *  | DVD            | 551   | 69,65  | 13 | 1 |  |  |
|                          | Patrick Morlot-dehan | DVG            | 240   | 30,34  | 2  |   |  |  |
|                          |                      |                |       |        |    |   |  |  |
| Inscrits                 | Inscrits             | Inscrits       | 1 121 | 100,00 |    |   |  |  |
| Abstentions              | Abstentions          | Abstentions    | 273   | 24,35  |    |   |  |  |
| Votants                  | Votants              | Votants        | 848   | 75,65  |    |   |  |  |
| Blancs et nuls           | Blancs et nuls       | Blancs et nuls | 57    | 6,72   |    |   |  |  |
| Exprimés                 | Exprimés             | Exprimés       | 791   | 93,28  |    |   |  |  |
| * Liste du maire sortant |                      |                |       |        |    |   |  |  |

### Rioz
- Maire sortant : Michel Walliang (PS)
- 19 sièges à pourvoir au conseil municipal (population légale 2011 : 1 926 habitants)
- 5 sièges à pourvoir au conseil communautaire (CC du Pays Riolais)

|                | Nadine Wantz          | UMP            | 533   | 54,44  | 15 | 4 |  |  |
|                | Christelle Lelabousse | PS             | 446   | 45,55  | 4  | 1 |  |  |
|                |                       |                |       |        |    |   |  |  |
| Inscrits       | Inscrits              | Inscrits       | 1 327 | 100,00 |    |   |  |  |
| Abstentions    | Abstentions           | Abstentions    | 318   | 23,96  |    |   |  |  |
| Votants        | Votants               | Votants        | 1 009 | 76,04  |    |   |  |  |
| Blancs et nuls | Blancs et nuls        | Blancs et nuls | 30    | 2,97   |    |   |  |  |
| Exprimés       | Exprimés              | Exprimés       | 979   | 97,03  |    |   |  |  |

### Ronchamp
- Maire sortant : Jean-Claude Mille (DVG)
- 23 sièges à pourvoir au conseil municipal (population légale 2011 : 2 938 habitants)
- 6 sièges à pourvoir au conseil communautaire (CC Rahin et Chérimont)

| Tête de liste            | Tête de liste        | Liste          | Premier tour | Premier tour | Second tour | Second tour | Sièges | Sièges |
| Tête de liste            | Tête de liste        | Liste          | Voix         | %            | Voix        | %           | CM     | CC     |
| ------------------------ | -------------------- | -------------- | ------------ | ------------ | ----------- | ----------- | ------ | ------ |
|                          | Jean-Claude Mille *  | DVG            | 584          | 45,13        | 669         | 47,11       | 17     | 5      |
|                          | Gilles Meyer         | DVG            | 521          | 40,26        | 591         | 41,61       | 5      | 1      |
|                          | Christophe Devillers | PDF            | 189          | 14,60        | 160         | 11,26       | 1      |        |
|                          |                      |                |              |              |             |             |        |        |
| Inscrits                 | Inscrits             | Inscrits       | 2 191        | 100,00       | 2 191       | 100,00      |        |        |
| Abstentions              | Abstentions          | Abstentions    | 826          | 37,70        | 730         | 33,32       |        |        |
| Votants                  | Votants              | Votants        | 1 365        | 62,30        | 1 461       | 66,68       |        |        |
| Blancs et nuls           | Blancs et nuls       | Blancs et nuls | 71           | 5,20         | 41          | 2,81        |        |        |
| Exprimés                 | Exprimés             | Exprimés       | 1 294        | 94,80        | 1 420       | 97,19       |        |        |
| * Liste du maire sortant |                      |                |              |              |             |             |        |        |

### Roye
- Maire sortant : Jean Rota (DVG)
- 15 sièges à pourvoir au conseil municipal (population légale 2011 : 1 368 habitants)
- 2 sièges à pourvoir au conseil communautaire (CC du pays de Lure)

|                | Bernard Piquard   | PS             | 412 | 62,90  | 13 | 2 |  |  |
|                | Jean-Luc Desboeuf | DVD            | 243 | 37,09  | 2  |   |  |  |
|                |                   |                |     |        |    |   |  |  |
| Inscrits       | Inscrits          | Inscrits       | 960 | 100,00 |    |   |  |  |
| Abstentions    | Abstentions       | Abstentions    | 247 | 25,73  |    |   |  |  |
| Votants        | Votants           | Votants        | 713 | 74,27  |    |   |  |  |
| Blancs et nuls | Blancs et nuls    | Blancs et nuls | 58  | 8,13   |    |   |  |  |
| Exprimés       | Exprimés          | Exprimés       | 655 | 91,87  |    |   |  |  |

### Saint-Barthélemy
- Maire sortant : Denis Gillet (PS)
- 15 sièges à pourvoir au conseil municipal (population légale 2011 : 1 147 habitants)
- 5 sièges à pourvoir au conseil communautaire (CC des mille étangs)

|                          | Denis Gillet * | PS             | 471 | 100,00 | 15 | 5 |  |  |
|                          |                |                |     |        |    |   |  |  |
| Inscrits                 | Inscrits       | Inscrits       | 964 | 100,00 |    |   |  |  |
| Abstentions              | Abstentions    | Abstentions    | 374 | 38,80  |    |   |  |  |
| Votants                  | Votants        | Votants        | 590 | 61,20  |    |   |  |  |
| Blancs et nuls           | Blancs et nuls | Blancs et nuls | 119 | 20,17  |    |   |  |  |
| Exprimés                 | Exprimés       | Exprimés       | 471 | 79,83  |    |   |  |  |
| * Liste du maire sortant |                |                |     |        |    |   |  |  |

### Saint-Germain
- Maire sortant : Jean-Louis Gatschiné (DVG)
- 15 sièges à pourvoir au conseil municipal (population légale 2011 : 1 316 habitants)
- 2 sièges à pourvoir au conseil communautaire (CC du pays de Lure)

|                          | Jean-Louis Gatschiné * | DVG            | 427   | 100,00 | 15 | 2 |  |  |
|                          |                        |                |       |        |    |   |  |  |
| Inscrits                 | Inscrits               | Inscrits       | 1 058 | 100,00 |    |   |  |  |
| Abstentions              | Abstentions            | Abstentions    | 408   | 38,56  |    |   |  |  |
| Votants                  | Votants                | Votants        | 650   | 61,44  |    |   |  |  |
| Blancs et nuls           | Blancs et nuls         | Blancs et nuls | 223   | 34,31  |    |   |  |  |
| Exprimés                 | Exprimés               | Exprimés       | 427   | 65,69  |    |   |  |  |
| * Liste du maire sortant |                        |                |       |        |    |   |  |  |

### Saint-Loup-sur-Semouse
- Maire sortant : Thierry Bordot (PS)
- 23 sièges à pourvoir au conseil municipal (population légale 2011 : 3 353 habitants)
- 6 sièges à pourvoir au conseil communautaire (CC de la Haute Comté)

| Tête de liste            | Tête de liste       | Liste          | Premier tour | Premier tour | Second tour | Second tour | Sièges | Sièges |
| Tête de liste            | Tête de liste       | Liste          | Voix         | %            | Voix        | %           | CM     | CC     |
| ------------------------ | ------------------- | -------------- | ------------ | ------------ | ----------- | ----------- | ------ | ------ |
|                          | Thierry Bordot *    | PS             | 578          | 40,41        | 598         | 40,24       | 16     | 5      |
|                          | Martine Bavard      | DVG            | 374          | 26,15        | 598         | 40,24       | 5      | 1      |
|                          | Éric Daval          | DVD            | 331          | 23,14        | 290         | 19,51       | 2      |        |
|                          | Youssef Ajouaou     | DIV            | 115          | 8,04         |             |             |        |        |
|                          | Abdellatif Bahammou | DIV            | 32           | 2,23         |             |             |        |        |
|                          |                     |                |              |              |             |             |        |        |
| Inscrits                 | Inscrits            | Inscrits       | 2 332        | 100,00       | 2 354       | 100,00      |        |        |
| Abstentions              | Abstentions         | Abstentions    | 855          | 36,66        | 448         | 19,03       |        |        |
| Votants                  | Votants             | Votants        | 1 477        | 63,34        | 1 906       | 80,97       |        |        |
| Blancs et nuls           | Blancs et nuls      | Blancs et nuls | 47           | 3,18         | 420         | 22,04       |        |        |
| Exprimés                 | Exprimés            | Exprimés       | 1 430        | 96,82        | 1 486       | 77,96       |        |        |
| * Liste du maire sortant |                     |                |              |              |             |             |        |        |

### Saint-Sauveur
- Maire sortant : Christiane Bey (DVG)
- 19 sièges à pourvoir au conseil municipal (population légale 2011 : 2 083 habitants)
- 4 sièges à pourvoir au conseil communautaire (CC du Pays de Luxeuil)

|                          | Christiane Bey * | DVG            | 601   | 61,95  | 16 | 3 |  |  |
|                          | Guy Rose         | DVD            | 369   | 38,04  | 3  | 1 |  |  |
|                          |                  |                |       |        |    |   |  |  |
| Inscrits                 | Inscrits         | Inscrits       | 1 310 | 100,00 |    |   |  |  |
| Abstentions              | Abstentions      | Abstentions    | 289   | 22,06  |    |   |  |  |
| Votants                  | Votants          | Votants        | 1 021 | 77,94  |    |   |  |  |
| Blancs et nuls           | Blancs et nuls   | Blancs et nuls | 51    | 5,00   |    |   |  |  |
| Exprimés                 | Exprimés         | Exprimés       | 970   | 95,00  |    |   |  |  |
| * Liste du maire sortant |                  |                |       |        |    |   |  |  |

### Scey-sur-Saône-et-Saint-Albin
- Maire sortant : Marcel Begeot (PS)
- 19 sièges à pourvoir au conseil municipal (population légale 2011 : 1 644 habitants)
- 6 sièges à pourvoir au conseil communautaire (CC des Combes)

|                | Carmen Friquet | UMP            | 537   | 100,00 | 19 | 6 |  |  |
|                |                |                |       |        |    |   |  |  |
| Inscrits       | Inscrits       | Inscrits       | 1 111 | 100,00 |    |   |  |  |
| Abstentions    | Abstentions    | Abstentions    | 346   | 31,14  |    |   |  |  |
| Votants        | Votants        | Votants        | 765   | 68,86  |    |   |  |  |
| Blancs et nuls | Blancs et nuls | Blancs et nuls | 228   | 29,80  |    |   |  |  |
| Exprimés       | Exprimés       | Exprimés       | 537   | 70,20  |    |   |  |  |

### Vaivre-et-Montoille
- Maire sortant : Pierre Lortet (DVD)
- 19 sièges à pourvoir au conseil municipal (population légale 2011 : 2 267 habitants)
- 3 sièges à pourvoir au conseil communautaire (CA de Vesoul)

|                          | Pierre Lortet * | DVD            | 1 138 | 88,42  | 18 | 3 |  |  |
|                          | Besnik Sacir    | DIV            | 149   | 11,57  | 1  |   |  |  |
|                          |                 |                |       |        |    |   |  |  |
| Inscrits                 | Inscrits        | Inscrits       | 2 042 | 100,00 |    |   |  |  |
| Abstentions              | Abstentions     | Abstentions    | 595   | 29,14  |    |   |  |  |
| Votants                  | Votants         | Votants        | 1 447 | 70,86  |    |   |  |  |
| Blancs et nuls           | Blancs et nuls  | Blancs et nuls | 160   | 11,06  |    |   |  |  |
| Exprimés                 | Exprimés        | Exprimés       | 1 287 | 88,94  |    |   |  |  |
| * Liste du maire sortant |                 |                |       |        |    |   |  |  |

### Vesoul
- Maire sortant : Alain Chrétien (UMP)
- 33 sièges à pourvoir au conseil municipal (population légale 2011 : 15 623 habitants)
- 22 sièges à pourvoir au conseil communautaire (CA de Vesoul)

|                          | Alain Chrétien *        | UMP            | 3 080 | 55,97  | 26 | 18 |  |  |
|                          | Frédéric Bernabe        | PCF            | 1 010 | 18,35  | 3  | 2  |  |  |
|                          | Ramazan François Kaymak | PS             | 706   | 12,83  | 2  | 1  |  |  |
|                          | Jean-Yannick Tupin      | DVG            | 625   | 11,35  | 2  | 1  |  |  |
|                          | Pierre Arquinet         | DIV            | 81    | 1,47   |    |    |  |  |
|                          |                         |                |       |        |    |    |  |  |
| Inscrits                 | Inscrits                | Inscrits       | 9 600 | 100,00 |    |    |  |  |
| Abstentions              | Abstentions             | Abstentions    | 3 890 | 40,52  |    |    |  |  |
| Votants                  | Votants                 | Votants        | 5 710 | 59,48  |    |    |  |  |
| Blancs et nuls           | Blancs et nuls          | Blancs et nuls | 208   | 3,64   |    |    |  |  |
| Exprimés                 | Exprimés                | Exprimés       | 5 502 | 96,36  |    |    |  |  |
| * Liste du maire sortant |                         |                |       |        |    |    |  |  |

### Villersexel
- Maire sortant : Gérard Pelleteret (DVG)
- 15 sièges à pourvoir au conseil municipal (population légale 2011 : 1 460 habitants)
- 5 sièges à pourvoir au conseil communautaire (CC du Pays de Villersexel)

|                          | Gérard Pelleteret * | DVG            | 422 | 65,02  | 13 | 4 |  |  |
|                          | Gilles Champion     | DVD            | 227 | 34,97  | 2  | 1 |  |  |
|                          |                     |                |     |        |    |   |  |  |
| Inscrits                 | Inscrits            | Inscrits       | 892 | 100,00 |    |   |  |  |
| Abstentions              | Abstentions         | Abstentions    | 191 | 21,41  |    |   |  |  |
| Votants                  | Votants             | Votants        | 701 | 78,59  |    |   |  |  |
| Blancs et nuls           | Blancs et nuls      | Blancs et nuls | 52  | 7,42   |    |   |  |  |
| Exprimés                 | Exprimés            | Exprimés       | 649 | 92,58  |    |   |  |  |
| * Liste du maire sortant |                     |                |     |        |    |   |  |  |